# イボ語
イボ語（英語: [ˈiːboʊ] イボご、あるいはイグボ語（イグボごアメリカ: [ˈɪɡboʊ]、Ásụ̀sụ́ Ìgbò [ásʊ̀sʊ̀ ìɡ͡bò] ( 音声ファイル)）はニジェール・コンゴ語族の言語。ナイジェリア連邦共和国では南東部のイボ人を中心に約1800万人が使っている。
イボ語は声調言語であり、ラテン文字表記を用いる。イボ語はジョン・ゴールドスミスによる当時の音韻論の研究対象として扱われた。
標準的な文語体〈一般イボ語〉（Igbo Izugbe）が開発され、後に1972年頃に公式に採用された。コアはオウェリ（Isuama）、Anambra（アウカ）、ウムアヒア（Ohuhu）の諸方言によって基盤を築き、これらの鼻音化と有気音を除去した。

## 方言
イボ語には多くの方言があり、必ずしも相互に通じるわけではない。チヌア・アチェベが『崩れゆく絆』で使ったイデミリ方言の他、イボ諸語としてイカ語（Ika）、オウェリ、ングワ・ウクアニ語（Ngwa Ukwuani）およびオバ語（Ogba）、ウムアヒア、ンネウィ、オニチャ、アウカ、アブリバ、アロチュク、ンスッカ、ムバイセ、オハフィア（英語）、ワワ（英語）、オキグワなど30の方言がある。
オウェリとウムアヒアの集落を含むナイジェリア東部の中央イボ県（当時）の方言を纏め（まとめ）、1939年にアイダ・C・ウォードにより中央イボ語として提案されると、その地で学校、作家、出版社などに徐々に受け入れられていく。1972年には中央イボ語を帝国主義の道具とみた民族主義者がイボ言語文化促進協会 (SPILC) を構成し標準化委員会を立ち上げると、中央イボ語を他の方言と統合し借用語も含めた標準イボ語にしようと努めた。
方言の多様さから正書法を決める合意はとても困難だった。1962年に定められた現行のオヌゥ正書法はレプシウスによる書記法と国際アフリカ学会（IAI）による正書法の折衷である。
1999年にチヌア・アチェベは標準イボ語やその原型となった統一イボ語も中央イボ語も、イボ語の豊かさを植民地主義により、あるいは保守的に抑圧したと糾弾した。それを例証するため、ローマ・カトリック教会の設けた講演会（開催地オウェリ）でアチェベはオニチャ方言で自説を発表し、聴衆の半数以上が内容を聴き取れなかった。

## 歴史
イボ語の語彙をまとめた最初の出版物は1777年発行の（仮題）『カリブ海における福音派宣教師のミッションの歴史』（ドイツ語: Geschichte der Mission der Evangelischen Brüder auf den Carabischen Inseln）であった。ついで1789年には元奴隷のオウラダ・イクアーノ（Olaudah Equiano）という人物がイギリスのロンドンで（仮題）『オラウダ・イクアーノの興味深い人生譚』（英: The Interesting Narrative of the Life of Olaudah Equiano）という自伝を記し、イボ語の言葉79語を紹介した。同書には、著者の故郷エサカで体験したイボ人の暮らしのさまざまな側面も詳しく述べてある。やがてイギリスがニジェール川流域の植民地拡大を図ると（1854年から1857年）、ヨルバ人の宗教者サミュエル・ジャイ・クローザー（Samuel Ajayi Crowther）がイボ人の若い通訳サイモン・ジョナスを雇ってイボ語入門書を著した（1857年）。
聖公会の布教活動において統一イボ語版聖書（1916年）を用いて言語の標準化が進められた。編纂にあたったトマス・ジョン・デニス（Thomas John Dennis）は原稿を書き上げてまもなく、ウェールズ沖の海難事故で落命し、草稿は岸に流れ着き伝世したという。